# Taça Prata de Voleibol Feminino
Taça Prata de Voleibol Feminino foi uma competição organizada anualmente pela CBV na qual reuniam-se clubes aspirantes a Superliga B; esta competição é equivalente a terceira divisão nacional
A primeira edição ocorreu em 2016 promovendo quatro equipes: Hinode/Barueri, ADC Bradesco, ABEL/Brusque e Telêmaco Borba.
Em 2018 a CBV extinguiu a Taça Prata e a substituiu pela Superliga C. A nova competição também serve como acesso à Superliga B.